# Eckermann-Haus

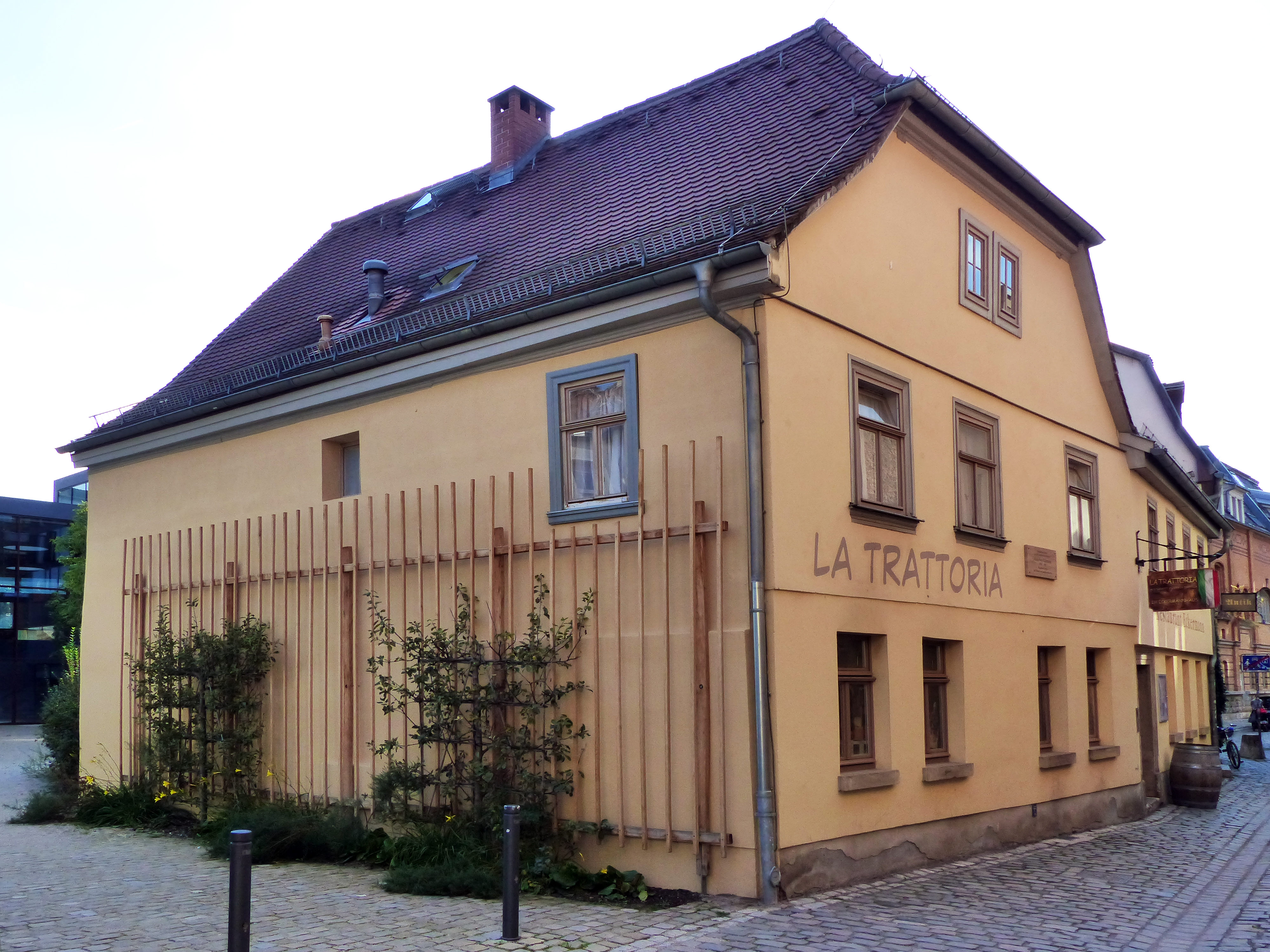
Eckermann-Haus

Das Eckermann-Haus (Eckermannhaus) ist ein einfaches historisches Weimarer Bürgerhaus. 

## Geschichte
Goethes Vertrauter Johann Peter Eckermann bewohnte es neben weiteren Häusern, u. a. dem in der Marktstraße 2, worin sich die heutige Eckermann-Buchhandlung befindet, seinem letzten Wohnhaus, bis 1841 eines am Theaterplatz 1a, wo Johanna Schopenhauer Jahre zuvor ihren Salon hatte, einem an der Nordseite des Marktes 9 und jenem in der Brauhausgasse 13, das er bis zur Zeit seiner Heirat 1831 bewohnte. Seine letzte Wohnung jedoch hatte er in der Steubenstraße 3/5.
Wenige Schritte vom Frauenplan entfernt liegt es in der Nähe zu Goethes Wohnhaus. Seiner Grundsubstanz nach ist es eines der ältesten in der Frauenvorstadt aus dem 16. Jahrhundert. Im 18. und 19. Jahrhundert erlebte das zweigeschossige Wohnhaus mit Walmdach mehrere Umbauten. Der ältere Teil weist mit seiner Giebelstellung auf die Straße. Das Obergeschoss ist verputztes Fachwerk. Es lag einst an einem größeren inzwischen überbauten Garten.
Nach langem Leerstand dient es heute als italienisches Restaurant mit Pension. Eine Gedenktafel für Johann Peter Eckermann ist an dieser angebracht. Ihm gegenüber befindet sich das Bernstorffsche Haus.
Das Eckermann-Haus steht auf der Liste der Kulturdenkmale in Weimar (Einzeldenkmale).